# Édouard Gerspach
Édouard-Zacharie Gerspach est un fonctionnaire de l'administration des Beaux-Arts français, directeur de la manufacture des Gobelins, né à Thann le 21 février 1833, et mort Florence le 19 avril 1906.

## Biographie
Il est le fils de Jean-Baptiste Gerspach, docteur en médecine à Thann. Il a fait ses premières études dans sa ville natale avant de les poursuivre au lycée de Strasbourg.
Il entre dans l'administration des télégraphes, mais il en démissionne en 1861 pour faire du commerce lui permettant de parcourir l'Europe. Il en a profité pour visiter tous les musées se trouvant dans les villes où il passait, s'intéressant particulier à la céramique pour laquelle il avait un goût particulier.
Ce goût l'a conduit à entrer dans le ministère des Beaux Arts en 1870 et en devint chef de cabinet où il se fait remarquer. Entre mars et mai 1871, il se trouve bloqué à Paris pendant les derniers épisodes de la Commune de Paris. Il fait dans des notes au Ministre de l'Instruction publique et des cultes des dégâts des incendies sur les palais du Louvre, des Tuileries et le Palais royal au cours des combats de la rue de Rivoli le 24 mai 1871.
En 1876, il est chargé de l'organisation de la manufacture nationale de Sèvres. Il en est devenu directeur en 1883.
En 1885, il est nommé administrateur de la manufacture des Gobelins. Il le reste jusqu'en 1893. Il en est nommé administrateur honoraire.
À partir de 1895, il profite de sa retraite pour visiter l'Italie et s'établit à Florence où il est mort.

## Publications
- Histoire administrative de la télégraphie aérienne en France, Paris, Librairie scientifique, industrielle et agricole de E. Lacroix, 1861, 116 p. (lire en ligne)
- Le colonel Rossel, sa vie et ses travaux, son rôle pendant la guerre et la Commune, son procès, Paris, E. Dentu libraire-éditeur, 1873 (lire en ligne)
- La mosaïque absidale à Saint-Jean de Lateran à Rome (XIIIe siècle), Quentin, Paris, 1880
- La Manufacture nationale des Gobelins, Paris, Librairie Ch. Delagrave, 1892 (lire en ligne)
- Répertoire détaillé des tapisseries des Gobelins exécutées de 1662 à 1892, A. Le Vasseur et Cie éditeurs, Paris, 1893 (lire en ligne)

## Distinctions
- Chevalier de la Légion d'honneur, en 1870[2],
- Officier de l'instruction publique, en 1885.